# Enrique Larrinaga
Enrique Larrinaga (* 20. Juni 1910 in Basauri, Baskenland; † 8. Mai 1993) war ein spanischer Fußballspieler, der im Mittelfeld agierte.

## Leben
Larrinaga kam bereits im Alter von 17 Jahren zum Real Racing Club de Santander, als in der Saison 1928/29 die spanische Primera División eingeführt wurde. In der Saison 1930/31 war Larrinaga am größten Erfolg der Vereinsgeschichte beteiligt, als die Vizemeisterschaft hinter Athletic Bilbao errungen werden konnte.
Als infolge des Spanischen Bürgerkriegs die Fußballmeisterschaft für die Dauer von drei Jahren zum Erliegen kam, ging Larrinaga wie viele seiner Landsleute nach Mexiko, wo er in der Saison 1938/39 für den CD Euzkadi spielte und außerdem mit dem von spanischen Immigranten gegründeten Club Asturias die Meisterschaft der Hauptstadtliga gewann. Bis einschließlich zur Saison 1941/42 spielte er bei den Asturianos, bevor er zu deren Erzrivalen España wechselte, mit dem er in der Saison 1943/44 noch aktiv die Einführung der mexikanischen Primera División erleben durfte.
Am 2. April 1933 bestritt Larrinaga sein einziges Länderspiel für die spanische Nationalmannschaft, das 3:0 gegen Portugal gewonnen wurde.